# Stefan Schreiber (Theologe)
Stefan Schreiber (* 27. August 1967 in Augsburg) ist ein deutscher römisch-katholischer Theologe.

## Leben
Schreiber studierte römisch-katholische Theologie an der Universität Augsburg und an der Philosophisch-Theologischen Hochschule Vallendar. Von 2004 bis 2010 war Schreiber als Hochschullehrer für Katholische Theologie an der Westfälischen Wilhelms-Universität im Fachbereich Neues Testament tätig. Seit 2010 ist Schreiber als Hochschullehrer für Katholische Theologie an der Universität Augsburg tätig.

## Werke (Auswahl)
- Paulus als Wundertäter. Redaktionsgeschichtliche Untersuchungen zur Apostelgeschichte und den authentischen Paulusbriefen. (BZNW 79), Berlin-New York 1996
- Johannes aenigmaticus. Pustet, Regensburg 2001
- Gesalbter und König. Titel und Konzeptionen der königlichen Gesalbtenerwartung in frühjüdischen und urchristlichen Schriften. (BZNW 105), Berlin-New York 2000
- Das Jenseits. Wissenschaftliche Buchgesellschaft, Darmstadt  2003
- Begleiter durch das Neue Testament. Patmos Verlag, Düsseldorf 2006, ISBN 978-3-49170-391-9
- Weihnachtspolitik. Lukas 1-2 und das Goldene Zeitalter. (NTOA), Göttingen 2009

### Audio
- Die Entstehung des Neuen Testaments. Vortrag bei Worthaus 4 in Heidelberg, 20. Juni 2014[3]
- Auf der Suche nach dem historischen Jesus. Vortrag bei Worthaus 4 in Heidelberg, 20. Juni 2014[4]